# Llista d'asteroides/1101–1200
| Nom                 | Designació provisional | Data de descobriment    | Descobridor/s               |
| ------------------- | ---------------------- | ----------------------- | --------------------------- |
| (1101) Clematis     | 1928 SJ                | 22 de setembre del 1928 | K. Reinmuth                 |
| (1102) Pepita       | 1928 VA                | 5 de novembre del 1928  | J. Comas Solá               |
| (1103) Sequoia      | 1928 VB                | 9 de novembre del 1928  | W. Baade                    |
| (1104) Syringa      | 1928 XA                | 9 de desembre del 1928  | K. Reinmuth                 |
| (1105) Fragaria     | 1929 AB                | 1 de gener del 1929     | K. Reinmuth                 |
| (1106) Cydonia      | 1929 CW                | 5 de febrer del 1929    | K. Reinmuth                 |
| (1107) Lictoria     | 1929 FB                | 30 de març del 1929     | L. Volta                    |
| (1108) Demeter      | 1929 KA                | 31 de maig del 1929     | K. Reinmuth                 |
| (1109) Tata         | 1929 CU                | 5 de febrer del 1929    | K. Reinmuth                 |
| (1110) Jaroslawa    | 1928 PD                | 10 d'agost del 1928     | G. N. Neujmin               |
| (1111) Reinmuthia   | 1927 CO                | 11 de febrer del 1927   | K. Reinmuth                 |
| (1112) Polonia      | 1928 PE                | 15 d'agost del 1928     | P. F. Shajn                 |
| (1113) Katja        | 1928 QC                | 15 d'agost del 1928     | P. F. Shajn                 |
| (1114) Lorraine     | 1928 WA                | 17 de novembre del 1928 | A. Schaumasse               |
| (1115) Sabauda      | 1928 XC                | 13 de desembre del 1928 | L. Volta                    |
| (1116) Catriona     | 1929 GD                | 5 d'abril del 1929      | C. Jackson                  |
| (1117) Reginita     | 1927 KA                | 24 de maig del 1927     | J. Comas Solá               |
| (1118) Hanskya      | 1927 QD                | 29 d'agost del 1927     | S. Beljavskij, N. Ivanov    |
| (1119) Euboea       | 1927 UB                | 27 d'octubre del 1927   | K. Reinmuth                 |
| (1120) Cannonia     | 1928 RV                | 11 de setembre del 1928 | P. F. Shajn                 |
| (1121) Natascha     | 1928 RZ                | 11 de setembre del 1928 | P. F. Shajn                 |
| (1122) Neith        | 1928 SB                | 17 de setembre del 1928 | E. Delporte                 |
| (1123) Shapleya     | 1928 ST                | 21 de setembre del 1928 | G. N. Neujmin               |
| (1124) Stroobantia  | 1928 TB                | 6 d'octubre del 1928    | E. Delporte                 |
| (1125) China        | 1957 UN1               | 30 d'octubre del 1957   | Purple Mountain Observatory |
| (1126) Otero        | 1929 AC                | 11 de gener del 1929    | K. Reinmuth                 |
| (1127) Mimi         | 1929 AJ                | 13 de gener del 1929    | S. J. Arend                 |
| (1128) Astrid       | 1929 EB                | 10 de març del 1929     | E. Delporte                 |
| (1129) Neujmina     | 1929 PH                | 8 d'agost del 1929      | P. Parchomenko              |
| (1130) Skuld        | 1929 RC                | 2 de setembre del 1929  | K. Reinmuth                 |
| (1131) Porzia       | 1929 RO                | 10 de setembre del 1929 | K. Reinmuth                 |
| (1132) Hollandia    | 1929 RB1               | 13 de setembre del 1929 | H. van Gent                 |
| (1133) Lugduna      | 1929 RC1               | 13 de setembre del 1929 | H. van Gent                 |
| (1134) Kepler       | 1929 SA                | 25 de setembre del 1929 | M. F. Wolf                  |
| (1135) Colchis      | 1929 TA                | 3 d'octubre del 1929    | G. N. Neujmin               |
| (1136) Mercedes     | 1929 UA                | 30 d'octubre del 1929   | J. Comas Solá               |
| (1137) Raïssa       | 1929 WB                | 27 d'octubre del 1929   | G. N. Neujmin               |
| (1138) Attica       | 1929 WF                | 22 de novembre del 1929 | K. Reinmuth                 |
| (1139) Atami        | 1929 XE                | 1 de desembre del 1929  | O. Oikawa, K. Kubokawa      |
| (1140) Crimea       | 1929 YC                | 30 de desembre del 1929 | G. N. Neujmin               |
| (1141) Bohmia       | 1930 AA                | 4 de gener del 1930     | M. F. Wolf                  |
| (1142) Aetolia      | 1930 BC                | 24 de gener del 1930    | K. Reinmuth                 |
| (1143) Odysseus     | 1930 BH                | 28 de gener del 1930    | K. Reinmuth                 |
| (1144) Oda          | 1930 BJ                | 28 de gener del 1930    | K. Reinmuth                 |
| (1145) Robelmonte   | 1929 CC                | 3 de febrer del 1929    | E. Delporte                 |
| (1146) Biarmia      | 1929 JF                | 7 de maig del 1929      | G. N. Neujmin               |
| (1147) Stavropolis  | 1929 LF                | 11 de juny del 1929     | G. N. Neujmin               |
| (1148) Rarahu       | 1929 NA                | 5 de juliol del 1929    | A. N. Deutsch               |
| (1149) Volga        | 1929 PF                | 1 d'agost del 1929      | E. F. Skvortsov             |
| (1150) Achaia       | 1929 RB                | 2 de setembre del 1929  | K. Reinmuth                 |
| (1151) Ithaka       | 1929 RK                | 8 de setembre del 1929  | K. Reinmuth                 |
| (1152) Pawona       | 1930 AD                | 8 de gener del 1930     | K. Reinmuth                 |
| (1153) Wallenbergia | 1924 SL                | 5 de setembre del 1924  | S. Beljavskij               |
| (1154) Astronomia   | 1927 CB                | 8 de febrer del 1927    | K. Reinmuth                 |
| (1155) Aënna        | 1928 BD                | 26 de gener del 1928    | K. Reinmuth                 |
| (1156) Kira         | 1928 DA                | 22 de febrer del 1928   | K. Reinmuth                 |
| (1157) Arabia       | 1929 QC                | 31 d'agost del 1929     | K. Reinmuth                 |
| (1158) Luda         | 1929 QF                | 31 d'agost del 1929     | G. N. Neujmin               |
| (1159) Granada      | 1929 RD                | 2 de setembre del 1929  | K. Reinmuth                 |
| (1160) Illyria      | 1929 RL                | 9 de setembre del 1929  | K. Reinmuth                 |
| (1161) Thessalia    | 1929 SF                | 29 de setembre del 1929 | K. Reinmuth                 |
| (1162) Larissa      | 1930 AC                | 5 de gener del 1930     | K. Reinmuth                 |
| (1163) Saga         | 1930 BA                | 20 de gener del 1930    | K. Reinmuth                 |
| (1164) Kobolda      | 1930 FB                | 19 de març del 1930     | K. Reinmuth                 |
| (1165) Imprinetta   | 1930 HM                | 24 d'abril del 1930     | H. van Gent                 |
| (1166) Sakuntala    | 1930 MA                | 27 de juny del 1930     | P. Parchomenko              |
| (1167) Dubiago      | 1930 PB                | 3 d'agost del 1930      | E. F. Skvortsov             |
| (1168) Brandia      | 1930 QA                | 25 d'agost del 1930     | E. Delporte                 |
| (1169) Alwine       | 1930 QH                | 30 d'agost del 1930     | M. F. Wolf, M. A. Ferrero   |
| (1170) Siva         | 1930 SQ                | 29 de setembre del 1930 | E. Delporte                 |
| (1171) Rusthawelia  | 1930 TA                | 3 d'octubre del 1930    | S. J. Arend                 |
| (1172) Äneas        | 1930 UA                | 17 d'octubre del 1930   | K. Reinmuth                 |
| (1173) Anchises     | 1930 UB                | 17 d'octubre del 1930   | K. Reinmuth                 |
| (1174) Marmara      | 1930 UC                | 17 d'octubre del 1930   | K. Reinmuth                 |
| (1175) Margo        | 1930 UD                | 17 d'octubre del 1930   | K. Reinmuth                 |
| (1176) Lucidor      | 1930 VE                | 15 de novembre del 1930 | E. Delporte                 |
| (1177) Gonnessia    | 1930 WA                | 24 de novembre del 1930 | L. Boyer                    |
| (1178) Irmela       | 1931 EC                | 13 de març del 1931     | M. F. Wolf                  |
| (1179) Mally        | 1931 FD                | 19 de març del 1931     | M. F. Wolf                  |
| (1180) Rita         | 1931 GE                | 9 d'abril del 1931      | K. Reinmuth                 |
| (1181) Lilith       | 1927 CQ                | 11 de febrer del 1927   | B. Jekhovsky                |
| (1182) Ilona        | 1927 EA                | 3 de març del 1927      | K. Reinmuth                 |
| (1183) Jutta        | 1930 DC                | 22 de febrer del 1930   | K. Reinmuth                 |
| (1184) Gaea         | 1926 RE                | 5 de setembre del 1926  | K. Reinmuth                 |
| (1185) Nikko        | 1927 WC                | 17 de novembre del 1927 | O. Oikawa                   |
| (1186) Turnera      | 1929 PL                | 1 d'agost del 1929      | C. Jackson                  |
| (1187) Afra         | 1929 XC                | 6 de desembre del 1929  | K. Reinmuth                 |
| (1188) Gothlandia   | 1930 SB                | 30 de setembre del 1930 | J. Comas Solá               |
| (1189) Terentia     | 1930 SG                | 17 de setembre del 1930 | G. N. Neujmin               |
| (1190) Pelagia      | 1930 SL                | 20 de setembre del 1930 | G. N. Neujmin               |
| (1191) Alfaterna    | 1931 CA                | 11 de febrer del 1931   | L. Volta                    |
| (1192) Prisma       | 1931 FE                | 17 de març del 1931     | A. Schwassmann              |
| (1193) Africa       | 1931 HB                | 24 d'abril del 1931     | C. Jackson                  |
| (1194) Aletta       | 1931 JG                | 13 de maig del 1931     | C. Jackson                  |
| (1195) Orangia      | 1931 KD                | 24 de maig del 1931     | C. Jackson                  |
| (1196) Sheba        | 1931 KE                | 21 de maig del 1931     | C. Jackson                  |
| (1197)Rhodesia      | 1931 LD                | 9 de juny del 1931      | C. Jackson                  |
| (1198) Atlantis     | 1931 RA                | 7 de setembre del 1931  | K. Reinmuth                 |
| (1199) Geldonia     | 1931 RF                | 14 de setembre del 1931 | E. Delporte                 |
| (1200) Imperatrix   | 1931 RH                | 14 de setembre del 1931 | K. Reinmuth                 |